# Cyphura semialba
Cyphura semialba är en fjärilsart som beskrevs av Warren. Cyphura semialba ingår i släktet Cyphura och familjen Uraniidae. Inga underarter finns listade i Catalogue of Life.